# Grotte de Tábor-hegy
La grotte de Tábor-hegy (en hongrois : Tábor-hegyi-barlang) se situe dans le 3e arrondissement de Budapest, dans les collines de Buda, sur Tábor-hegy.